# Chronologie des faits économiques et sociaux dans les années 1630
Chronologie de l'économie
Années 1620 - Années 1630 - Années 1640

## Événements
- 1628-1650 : série d’étés chauds en Alaska[1].
- 1630-1632 : famine dans le Gujarat et le Deccan en Inde[2],[3].
- 1632-1667 : sous le règne de Fasiladas d'Éthiopie, le royaume de Gondar commerce grâce aux ports de la mer Rouge (Massaoua), du golfe d’Aden (Zeïla et Berbera) et de l’océan Indien (Mogadiscio). À l’intérieur, Harrar est l’un des carrefours les plus importants entre les ports et les pays de l’intérieur (Choa, Ogaden). Éthiopie exporte des produits précieux bruts (ivoire, peaux, or, encens, civette et myrrhe) et importe des produits manufacturés d’Arabie, d’Europe et d’Inde : cottes de maille, armes à feu, barres de cuivre, grandes aiguilles de fer, rasoirs, briquets, ciseaux, cotonnades (étoffes bleues de Surate), tapis, vases, verroteries et parfums. Des marchands d’origine diverses affluent dans les ports et les villes de l’intérieur : musulmans (Égyptiens, Maghrébins, Soudanais, Yéménites, Arabes et Turcs) ; chrétiens (Grecs et Arméniens) ; Indiens (en particulier les Banyans, spécialisés dans le commerce de l’or qui transite à Massaoua). Le royaume ne possède pas de monnaie propre et les échanges se font en monnaies étrangères (thalers autrichiens, écus allemands, sequins de Venise, shillings britanniques)[4].
- 1638 :
  - apparition de l’esclavage des Noirs dans les plantations de tabac en Virginie. Des « esclaves blancs », ou indented servants, y travaillent aussi : les armateurs payent le voyage à ces immigrants qui servent cinq ans dans les plantations puis reçoivent en contrepartie 50 acres de terres, des outils et des semences[5].
  - Alger est dominée par deux groupes rivaux, la milice des janissaires turcs (odjak), composée de 22 000 hommes en 1638 et la taïfa des raïs (corporation des capitaines corsaires)[6]. La flotte algéroise compte 70 bateaux ronds, tous capturés en mer. Les raïs capturent des navires marchands isolés, qu’ils amènent à Alger où les prises sont vendues à l’encan. Les captifs sont rendus contre rançon. Leur religion est respectée.
- 1639 : dernier édit de fermeture du Japon (Sakoku) interdisant le commerce occidental, à l’exception de celui des Hollandais[7].

### Europe
- 1630-1632 : peste en Italie : les villes perdent en moyenne de 30 à 40 % de leur population dans une fourchette de 10-15 % (Florence et Sienne) à 60-75 % (Crémone et Mantoue)[8]. Milan passe de 120 000 à 66 000 habitants[9].
- 1630 :
  - la Hanse, affaiblie par la guerre de Trente Ans, est restreinte à Lübeck, Brême et Hambourg. La dernière diète de la Hanse se réunit en 1669[10]. Le commerce hanséatique, qui représentait les 3/4 du trafic avec la Baltique et la Norvège en 1620, ne correspond plus qu’au tiers en 1650 sous l’effet de la concurrence hollandaise.
  - l’armée nationale suédoise est composée de 30 000 fantassins et 6 000 cavaliers, renforcés par les mercenaires allemands. L’armement est perfectionné : le mousquet est raccourci, la cartouche permet un chargement plus rapide, des petits canons de 55 kg sont d’une grande mobilité. La ligne de feu est étendue par la disposition en ordre mince (trois rangs au lieu de dix)[11].
- 1632 : 
  - publication de The Law's Resolutions of Women's Rights, décrets législatifs sur les droits des femmes en Angleterre : ils précisent la situation de dominée de la femme mariée[12].
  - la noblesse polonaise est exempté d’impôts et des droits de douane[13].
  - le Hollandais Vinnius établit une fonderie de canons et de boulets à Toula, en Russie, avec une main-d’œuvre en majorité étrangère[14].
- 1632-1638 : la peste s’étend du sud-est de l’Allemagne vers l’ouest et le sud[15].
- 1633 :
  - plus de 15 000 esclaves noirs à Lisbonne pour 100 000 habitants[16].
  - en Russie, l’État subventionne l’industriel anglais Francis Glowert pour la création d’ateliers d’orfèvrerie et de joaillerie, en collaboration avec le marchand russe Ivan Martynov[17].
- 1634-1637 : années exceptionnellement chaudes en Allemagne du Sud[18].
- 1635 : l’armée espagnole est composée de 60 400 fantassins et 27 550 cavaliers. Elle compte une forte proportion de mercenaires étrangers (74 régiments pour 39 dans la cavalerie, 32 pour 13 dans l’infanterie)[19].
- 1636-1637 : tulipomanie ; spéculation en Hollande sur le cours des oignons de tulipes, une des premières crise financière[20].
- 1637 :
  - fondation de la banque de Venise par la fusion du banco del Rialto (1587) et du banco del Giro (1619)[21].
  - hausse des prix due à la disette en Allemagne. La hausse du prix des céréales atteint 186 % entre 1601-1610 et 1631-1640[22].
  - la culture du maïs est attesté en Lauragais[23].
- 1638 : des marchands chinois parviennent jusqu’à Tomsk et font connaître le thé aux Russes[24].

- 10 000 émigrants par an quittent l’Espagne[25].
- Projet du Père Joseph d’utilisation de la route russe pour contourner le monopole turc de commerce avec le Levant[26].

#### France
- 1630-1648 : Richelieu nomme cent cinquante intendants dépendant directement du pouvoir central, qui deviennent permanent à partir de 1635. Ils prennent une part croissante dans le processus de répartition et de prélèvement des impôts, et assurent des fonctions de police et de justice[27].
- 1631 : paroxysme de la conjonction de la disette et de la peste. À Paris le prix du blé atteint son niveau le plus élevé depuis la fin des guerres de religion. La bonne récolte met fin à la crise, responsable depuis 1627 de deux millions de morts, soit 20 % de la population. Les communautés d’habitants se sont lourdement et irréversiblement endettés en achat de grains, secours et frais d’hôpitaux[28].
- 1632-1635 : escalade fiscale et financière en France (« tour de vis fiscal » de Richelieu). Les revenus totaux de la monarchie, constamment inférieur à 50 millions de livres avant 1632, grimpent à 60, 120, voire 200 millions (près du huitième du PNB). Les dépenses secrètes passent d’une dizaine de millions avant 1631 à deux ou trois fois plus. Les deniers extraordinaires, de 10 à 11 millions de 1607 à 1633, passent à 67 millions en 1634 et 157 millions en 1635, puis une quarantaine par an par la suite. Richelieu découvre que la France jusqu’alors sous-imposée peut payer, et dépasse les bornes[29].
- 1634 : doublement des tailles pour financer la guerre. Très vite, les provinces se révèlent incapable de procurer les sommes exigées. Des moyens de recouvrement forcés sont institués (saisies, emprisonnements, logement de garnisons chez les redevables). Pour faire face aux échéances, le conseil doit emprunter auprès d’environ 4000 financiers auquel la recette de l’impôt est laissée à bail (traitants), qui s’associent entre eux pour recouvrir les impôts (partisans). L’opinion a l’impression que les tailles sont détournées et ne servent qu’à des projets privés[30].
- 1634-1656 : les dépenses budgétaires globales passent de 66 millions de livres maximum par an avant 1633 à près de 114 millions (elle se traduisent par des déficits considérables (73 millions par an en moyenne, soit le triple de la période précédente)[31].
- 1635 :
  - mauvaise récolte liée au climat[32].
  - les recettes de l’épargne passent de 34 millions en 1624 à 208 millions en 1635 (dépenses de guerre)[33].
  - les effectifs de l'armée atteignent 100 000 hommes. L'usage des armes à feu  donne la prépondérance à l'infanterie au détriment de la cavalerie ; la guerre se professionnalise et échappe de plus en plus à la noblesse[34].
- 1635-1639 : série d’étés chauds[35].
- 1635-1645 : insurrections populaires dans les provinces, contre la levée des impôts.
- 1636 : 
  - 20 millions d’habitants en France (frontières actuelles). Crise démographique dans les régions de l’Est, victimes de la guerre de Trente Ans (1636-1638)[36].
  - dévaluation de la livre tournois[37].

- 1637-1656 : le revenu net de l’État français passe à 42 millions de livres par an entre 1637 et 1656, avec des pointes à 63 ou à 70 (26 en 1600-1636)[31].
- 1638-1639 : famine en Franche-Comté[38].

## Démographie
- 1635 : 
  - Lima compte 26 441 habitants.
  - Copenhague compte 25 000 habitants (60 000 en 1735).
- 1636 : la colonie laurentienne de Nouvelle-France compte moins de 200 habitants. 6 000 Blancs vivent en Virginie[39].
- 1637 : de 412 000 habitants à 415 000 habitants à Paris[40].
- 1638 : Constantinople compte un million d’habitants dont 40 % de non-musulmans.
- 830 000 protestants dans le royaume de France.